# Cenochromyia aperta
Cenochromyia aperta là một loài ruồi trong họ Asilidae. Cenochromyia aperta được Walker miêu tả năm 1858.